# Okres Rezina
Rezina je okres v severovýchodním Moldavsku. Žije zde okolo 42 tisíc obyvatel a jeho sídlem je město Rezina. Na východě sousedí se separatistickým územím Podněstří, na jihu s okresem Orhei, na západě s okresem Telenești a na severu s okresem Șoldănești.